# Асканийска тънкорунна овца
Асканийска тънкорунна овца (на украински: Асканійська тонкорунна вівця) е украинска порода овце с предназначение добив на вълна и месо.

## Разпространение
Породата е разпространена в стопанства в Южна Украйна в селища, намиращи се в Херсонска, Николаевска, Запорожка, Кировоградска, Днепропетровска и Одеска област и в Крим. В България е внесена през 1952 г. във връзка с използването на породата при възпроизводително кръстосване с цел подобряване на вълнодайните качества на местните овце и създаването на български тънкорунни породи. Днес асканийски овце в България се срещат само в държавно стопанство Кабиюк край Шумен.
Към 2008 г. броят на представителите на породата в България е бил 170 индивида.
Рисков статус – застрашена от изчезване.

## Създаване на породата
Породата е създадена периода 1924 – 1935 г. в бившия СССР на територията на днешна Украйна. За основа са използвани 4737 бр. различни по конституция и продуктивност местни мериносови овце. За постигането на добри показатели на вълната в поколението са използвани отделни кочове от това стадо и кочове от породата Американско рамбуйе, по метода на простото възпроизводително кръстосване. През Втората световна война овцете от породата са почти напълно унищожени, но след това бързо са възстановени, като са използвани кавказки и ставрополски овце-майки. През 1980 г. поголовието на представителите на породата е наброявало 1,6 млн. индивида.

## Описание и характеристика на породата
Овцете са едри с една или две гънки на шията. Тялото е компактно, костите са здрави. Вълната е добре изравена, но по благородство отстъпва на други тънкорунни породи. Сереят е с кремав цвят.
Овцете са с тегло 55 – 65 kg, а кочовете 110 – 120 kg. Средният настриг на вълна е 6,5 – 7,5 kg при овцете и 15 – 16 kg при кочовете. Плодовитостта е в рамките на 140 – 150%. Средната млечност за лактационен период е 73 – 83 l.